# Các vụ bê bối an toàn thực phẩm tại Cộng hòa Nhân dân Trung Hoa

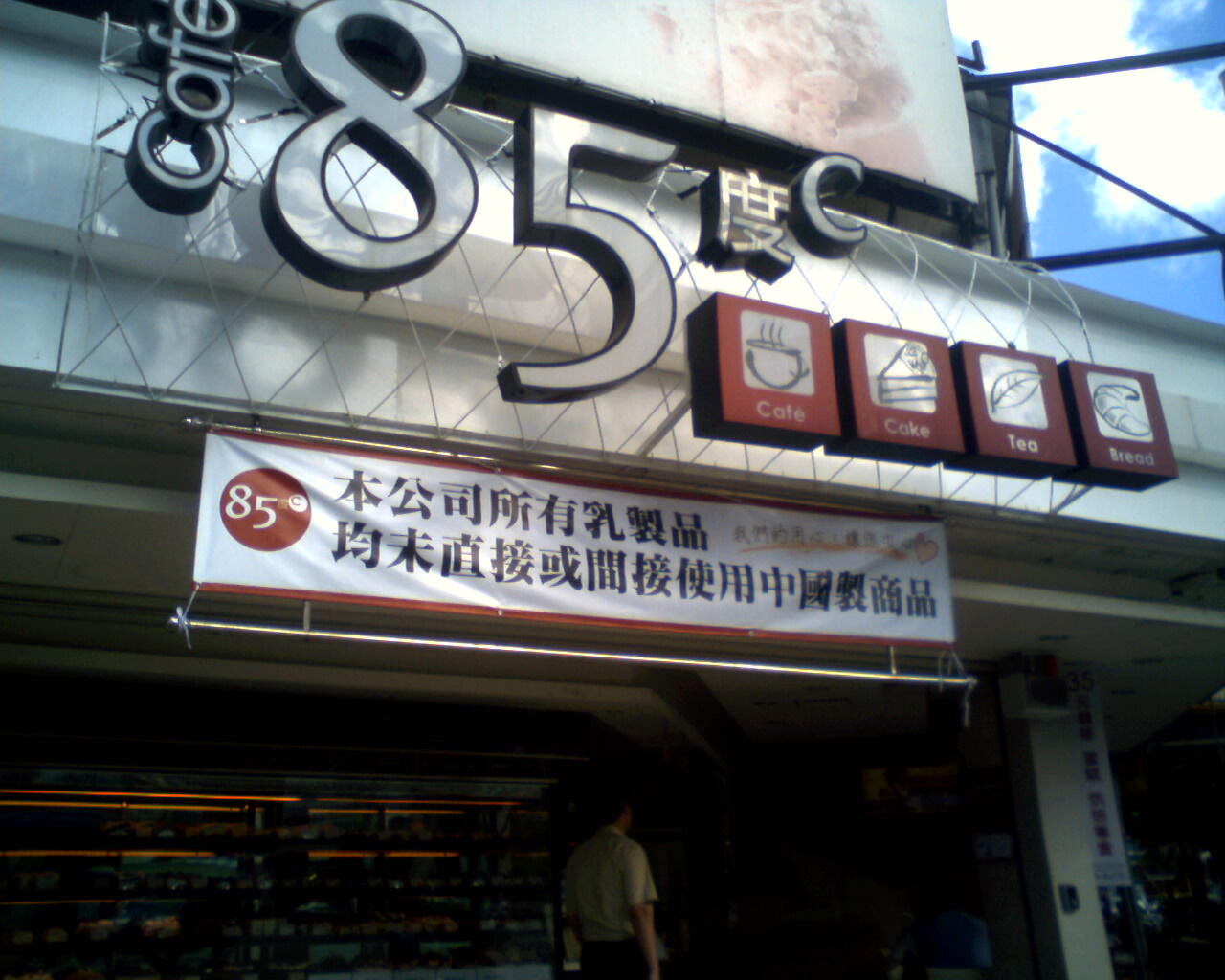
Một cửa tiệm ở Đài Loan với thông báo cam đoan không sử dụng sữa Trung Quốc trong vụ bê bối sữa 2008.

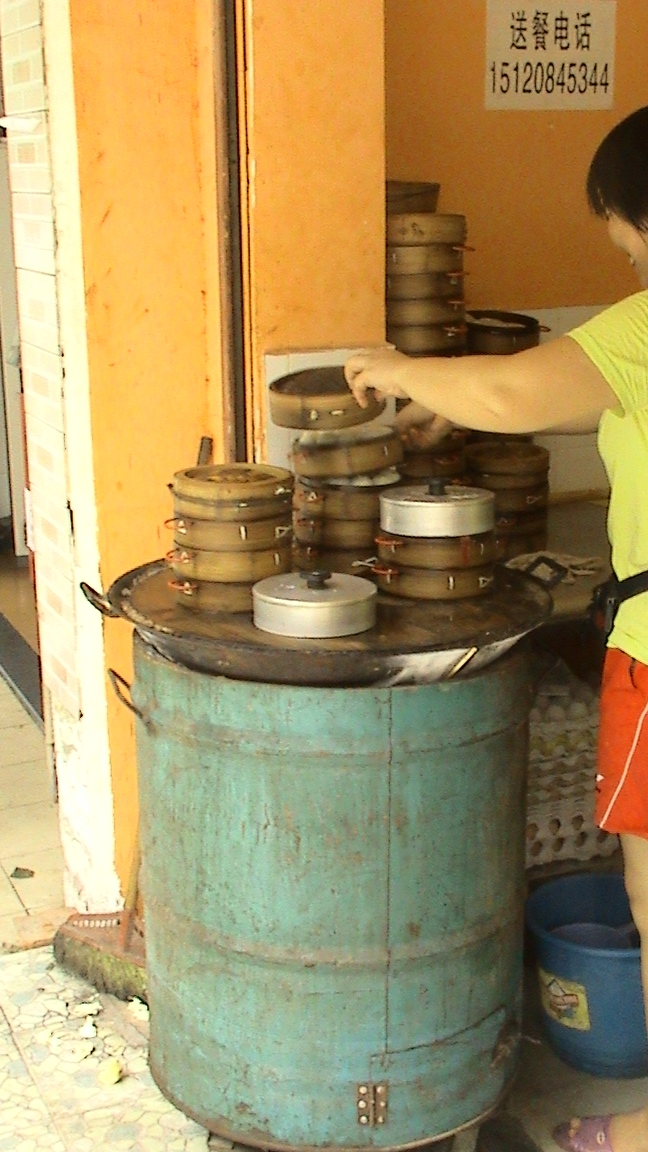
Thùng hấp bánh bao và sủi cảo, một hình ảnh quen thuộc dễ bắt gặp tại Trung Quốc lại là đối tượng của nhiều vụ an toàn thực phẩm.

Trung Quốc là quốc gia có nhiều vấn đề về thực phẩm. Tuy sau vụ bê bối sữa Trung Quốc 2008, từ năm 2009, Trung Quốc đã áp dụng luật an toàn thực phẩm và hàng trăm tiêu chuẩn quốc tế, kết quả đã đạt được một số tiến triển nhưng vẫn luôn nảy sinh những vấn đề thực phẩm liên quan đến hóa chất, gây lo sợ và hoang mang cho người tiêu dùng.

## Các vụ vệ sinh an toàn thực phẩm năm 2003

### Giăm bông Kim Hoa nhiễm độc
Năm 2003, một số cơ sở nhỏ chuyên sản xuất giăm bông Kim Hoa hoạt động trái mùa đã sản xuất giăm bông trong những tháng nóng hơn. Họ xử lý giăm bông bằng thuốc trừ sâu để tránh bị hư hỏng và nhiễm côn trùng. Giăm bông được ngâm vào trong dung dịch thuốc trừ sâu Dichlorvos. Đây là một loại thuốc trừ sâu có hợp chất cơ phospho dễ bay hơi.

## Các vụ vệ sinh an toàn thực phẩm năm 2004

### Sữa trẻ em giả
Trong tháng 4 năm 2004, ít nhất 13 trẻ em ở Phụ Dương, An Huy và từ 50 đến 60 trẻ nữa trong các vùng nông thôn của tỉnh An Huy đã chết vì suy dinh dưỡng do uống phải sữa trẻ em giả. Từ 100 đến 200 em bé khác trong tỉnh An Huy bị suy dinh dưỡng nhưng vẫn sống sót. Các quan chức địa phương ở Phụ Dương đã bắt giữ 47 người chịu trách nhiệm sản xuất và bán các loại sữa giả. Ngoài ra, các nhà điều tra phát hiện 45 loại sữa dưới tiêu chuẩn được bán tại thị trường Phụ Dương, hơn 141 nhà máy chịu trách nhiệm về việc sản xuất sữa giả. Các nhà chức trách Trung Quốc thu giữ 2.540 túi sữa giả vào giữa tháng 4. Tháng 5 năm 2004, Cục Thực phẩm và Dược phẩm Nhà nước đã phát động điều tra.
Theo các bác sĩ Trung Quốc thì những em bé bị mắc chứng "bệnh đầu to". Trong thời gian 3 ngày kể từ khi uống sữa, đầu các em bé phồng to lên trong khi cơ thể trở nên gầy đi vì suy dinh dưỡng. Các loại sữa trẻ em giả được kiểm tra chỉ có 1-6% protein trong khi tiêu chuẩn quốc gia là 10% protein. Chính phủ hứa sẽ bồi thường cho gia đình và giúp đỡ họ, bao gồm chi trả hóa đơn y tế. Hầu hết các nạn nhân là từ những gia đình ở nông thôn.

### Bún tàu nhiễm độc
Năm 2004, nhà cầm quyền Trung Quốc xét nghiệm thấy rằng một số nhãn hiệu bún tàu được sản xuất tại địa cấp thị Yên Đài, tỉnh Sơn Đông bị nhiễm độc chì. Một số công ty vô lương tâm đã chế tạo bún tàu của họ bằng bột bắp thay vì bằng đậu xanh để tiết kiệm chi phí. Để làm bột bắp trở nên trong suốt, họ thêm vào chất tẩy trắng có chứa chì. Tháng 12 năm 2006, nhà chức trách Bắc Kinh một lần nữa kiểm tra sản phẩm bún tàu của Công ty sản xuất Bún tàu Yantai Deshengda tại làng Siduitou, trấn Zhangxing, thành phố cấp huyện Chiêu Viễn, địa cấp thị Yên Đài và họ đã tìm thấy chất sodium formaldehyde sulfoxylate được sử dụng trong quy trình sản xuất bún tàu. Đây là một loại thuốc tẩy công nghiệp có thể gây ung thư, độc hại và bị cấm làm chất phụ gia tại Trung Quốc. Trước khi công ty này bị cấm sản xuất và phân phối, các sản phẩm bún tàu của hãng đã được bán ra thị trường Trung Quốc và xuất khẩu sang nước ngoài. Trang mạng của công ty Lưu trữ ngày 24 tháng 2 năm 2021 tại Wayback Machine cũng bị đóng kể từ đó.

### Rau cải chua pha tạp chất
Trong tháng 6 năm 2004, Cục Kiểm tra Chất lượng Thành Đô phát hiện rằng chỉ có khoảng 23% rau cải ngâm chua sản xuất tại Thành Đô có lượng chất phụ gia hóa học ở mức chấp nhận được. Nội dung thành phần hóa chất ghi trên nhãn của các loại thành phẩm này được phát hiện là không chính xác. Tại Tứ Xuyên, các nhà máy đã sử dụng muối công nghiệp để ướp chua các loại rau, ngoài ra còn phun thuốc trừ sâu có chứa một lượng DDVP cao trên dưa muối trước khi giao hàng.

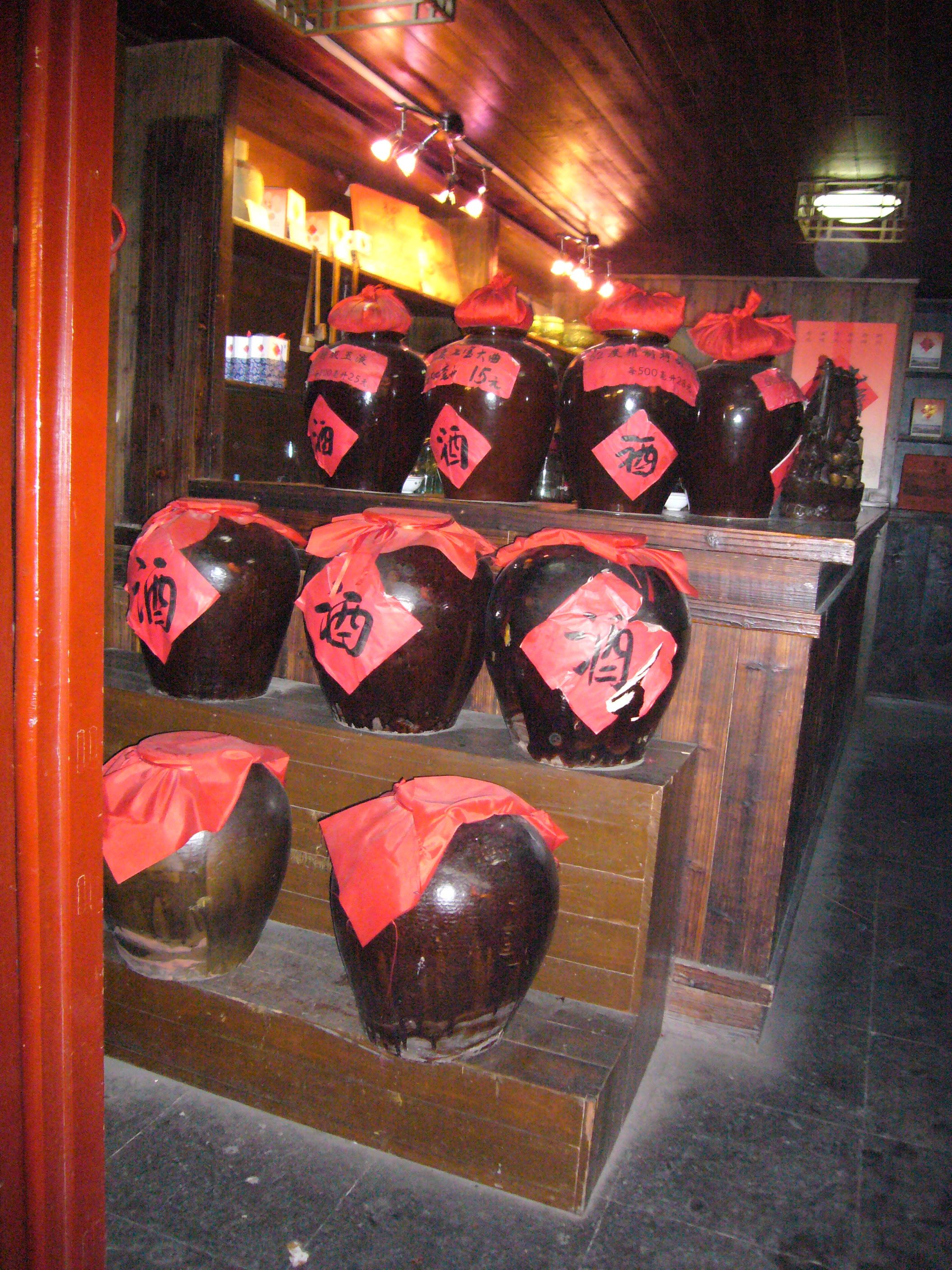
Rượu gạo tại một cửa hàng Trung Quốc.

### Rượu giả
Mùa xuân năm 2004, bốn người đàn ông đã chết vì ngộ độc rượu ở tỉnh Quảng Đông, 8 người đàn ông khác đã nhập viện tại Bệnh viện nhân dân Quảng Châu. Wang Funian và Hou Shangjian, cả hai đều từ thành phố cấp huyện Thái Hòa, đã qua đời vào tháng 5 sau khi uống rượu mua từ cùng một cửa hàng. Hai người đàn ông khác, một người là công nhân nhập cư, chết trong đêm trước đó tại Zhongluotan ở tỉnh Hồ Nam. Các nhà chức trách của cơ quan y tế địa phương nghi ngờ rằng những người sản xuất rượu giả đã trộn cồn công nghiệp vào trong rượu gạo, đồng thời tiến hành đóng cửa một số xưởng sản xuất rượu không có giấy phép.

### Nước tương làm từ tóc người
Câu chuyện bắt đầu lưu hành trên báo chí về nước tương giá rẻ làm từ tóc người. Những loại nước tương được sản xuất tại Trung Quốc này sử dụng phương pháp chiết xuất một loại amino acid hóa học tương tự như nước tương được thủy phân nhân tạo và sau đó âm thầm xuất khẩu sang các nước khác. Một cuộc điều tra phát sóng trên truyền hình Trung Quốc cho thấy các nguồn tóc không những mất vệ sinh và có khả năng bị nhiếm bẩn độc hại.
| “ | Khi được hỏi si-rô (hoặc bột) amino acid được tạo ra như thế nào, các nhà sản xuất trả lời rằng bột đã được tạo ra từ tóc của con người. Bởi vì tóc người được thu thập từ các tiệm hớt tóc, thẩm mỹ viện và bệnh viện trên cả nước, do đó chúng mất vệ sinh và nằm trộn lẫn với bao cao su, bông bệnh viện, băng vệ sinh và ống tiêm đã qua sử dụng,..." | ” |

Đáp lại, chính phủ Trung Quốc đã cấm sản xuất các loại nước tương làm từ tóc. Tuy nhiên các chất gây ung thư khác vẫn còn. Xem 3-MCPD.

## Các vụ vệ sinh an toàn thực phẩm năm 2005

### Phẩm nhuộm Sudan I

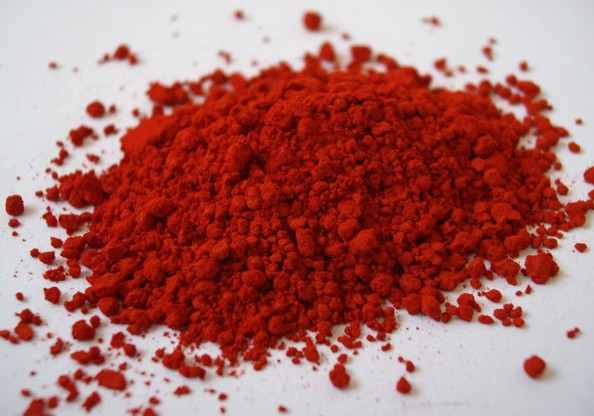
Solvent yellow 14 - hóa chất thuộc nhóm Sudan I

Năm 1996, Trung Quốc cấm các nhà sản xuất thực phẩm sử dụng phẩm nhuộm Sudan I để nhuộm màu sản phẩm của họ. Trung Quốc theo chính sách của một số quốc gia phát triển khác nghiêm cấm phẩm nhuộm vì nó có liên hệ đến bệnh ung thư và các tác dụng nghiêm trọng khác đối với sức khỏe con người. Tuy nhiên, vào năm 2005, các giới chức thuộc Tổng Cơ quan Giám sát Chất lượng, Thanh tra và Kiểm dịch, Cục Công nghiệp và Thương mại Quốc gia, và Cơ quan Quản trị Thuốc và Thực phẩm Quốc gia phát hiện rằng chất phẩm nhuộm Sudan I vẫn được sử dụng trong thực phẩm ở nhiều thành phố lớn. Tại Bắc Kinh, công ty Heinz đã thêm chất phẩm nhuộm vào trong tương ớt; tại các tỉnh Quảng Đông, Triết Giang, Hồ Nam và Phúc Châu, phẩm nhuộm được tìm thấy trong rau cải và các loại mì, bún. Kentucky Fried Chicken (KFC) sử dụng phẩm nhuộm trong 1.200 tiệm ăn của mình. Ngay thuốc uống tại Thượng Hải cũng có chứa Sudan I.
Các công ty tại Trung Quốc đã sử dụng Sudan I bất hợp pháp trong nhiều năm trước 2005. Các giới chức chính phủ đưa ra hai lý do tại sao lệnh cấm năm 1996 đã không được thi hành đầy đủ. Lý do thứ nhất là vì có quá nhiều cơ quan trông coi sản xuất thực phẩm nên tạo ra nhiều lỗ hổng và bất hiệu quả. Lý do thứ hai là vì các cơ quan chính phủ không được trang bị hay đào tạo sử dụng các dụng cụ thử nghiệm thực phẩm mà có thể phát giác ra chất phẩm nhuộm sớm hơn. Các giới chức thông báo rằng họ sẽ bắt đầu cải cách hệ thống an toàn thực phẩm từ cấp bậc địa phương đến quốc gia.

## Các vụ vệ sinh an toàn thực phẩm năm 2006

### Thuốc giả
Cơ quan Quản trị Thuốc uống và Thực phẩm Quốc gia Trung Quốc báo cáo rằng các giới chức của họ đã giải quyết 14 trường hợp có liên quan đến thuốc giả và 17 trường hợp có liên quan đến "các tai nạn y tế" tại các cơ sở sản xuất thuốc. Một trong số những trường hợp này có thể kể đến là vụ thuốc giả Armillarisni A; trong đó 10 người thiệt mạng sau khi được tiêm thuốc giả vào tháng 5 năm 2006. Các nhà thanh tra phẩm chất thuốc tại nhà máy sản xuất thuốc Armillarisni A đã không phát hiện ra hóa chất diglycol được thêm vào thuốc. Tháng 7 năm 2006, 6 người thiệt mạng và 80 người nữa trở bệnh sau khi dùng một loại thuốc kháng sinh có trộn chất khử trùng. Năm 2006, chính phủ cũng "thu hồi giấy phép thương mại đối với 160 nhà sản xuất và bán lẻ thuốc."

### Ngộ độc thực phẩm trường học
Ngày 1 tháng 9 năm 2006, hơn 300 học sinh tại trường tiểu học Thực nghiệm thành phố Trường Châu ở tỉnh Tứ Xuyên,Trung Quốc đã bị ngộ độc thực phẩm sau khi ăn trưa. Trong số đó, khoảng 200 học sinh đã phải nhập viện do đau đầu, sốt, nôn mửa và tiêu chảy. Nhà trường đã phải tạm thời đóng cửa để điều tra. Cùng ngày hôm đó, các học sinh trung học ở tỉnh Liêu Ninh, Trung Quốc cũng bị ngộ độc thực phẩm sau khi ăn tối ở trường. Bộ Giáo dục đã ra lệnh điều tra và các quan chức nghi ngờ rằng nguyên nhân của việc ngộ độc thực phẩm là điều kiện thiếu vệ sinh tại các trường học. Trong kỳ nghỉ hè, các trường đã không được lau dọn làm sạch hoặc khử trùng, do đó có thể các em học sinh đã tiếp xúc với thực phẩm hoặc nước uống mất vệ sinh khi tái nhập học vào tháng 9.

### Cá bơn nhiễm độc
Cuối năm 2006, các giới chức tại Thượng Hải và Bắc Kinh đã phát hiện ra một hàm lượng hóa chất bất hợp pháp trong cá bơn. Theo báo The Epoch Times giải thích thì "Trung Quốc bắt đầu nhập cảng cá bơn từ châu Âu vào năm 1992. Hiện nay, sản lượng hàng năm của Trung Quốc là 40 ngàn tấn. Vì cá bơn có hệ miễn dịch yếu nên một số nhà nông Trung Quốc dùng những loại thuốc cấm để duy trì mức độ sản xuất của họ vì các kỹ thuật nuôi cá của họ không đủ để ngăn ngừa bệnh cho cá." Các giới chức của Cơ quan Quản trị Thuốc và Thực phẩm Thượng Hải tìm thấy hóa chất kiềm chế sự phát triển của vi trùng, có độc tính gây ung thư trong cá. Các loại thuốc khác trong đó có malachite green trong cá cũng được tìm thấy tại Bắc Kinh. Các thành phố khác như Hàng Châu đã bắt đầu thử nghiệm cá bơn và cấm cá bơn có nguồn gốc từ tỉnh Sơn Đông. Nhiều nhà hàng tại Thượng Hải, Bắc Kinh và Hồng Kông ngưng mua cá bơn sau khi các giới chức phát hiện ra hàm lượng cao các chất kháng sinh bất hợp pháp trong cá.

### Thuốc trừ sâu trong rau cải
Đầu năm 2006, Greenpeace đã tiến hành thử nghiệm các loại rau tại hai cửa hàng tạp hóa rau quả ở Hồng Kông là Parknshop và Wellcome, kết quả cho thấy hơn 70% số mẫu thử nghiệm đều phát hiện có thuốc trừ sâu tồn đọng lại. 30% mẫu rau của họ vượt quá mức an toàn cho phép đối với thuốc trừ sâu, một vài mẫu được phát hiện có thuốc trừ sâu bị cấm như DDT, HCH và Lindane. Greenpeace giải thích rằng gần 80% các loại rau tại các cửa hàng tạp hóa có nguồn gốc từ đại lục Trung Quốc. John Chapple, quản lý của Sinoanalytica, cơ quan thí nghiệm phân tích thực phẩm cơ sở ở Thanh Đảo, bổ sung thông tin của Greenpeace, anh không ngạc nhiên với những phát hiện trên và giải thích rằng người nông dân ở Trung Quốc có ít kiến thức về sử dụng đúng thuốc trừ sâu.
Mặc dù nhiều vùng trồng trọt ở Trung Quốc đang chuyển đổi sang nông nghiệp hữu cơ, tuy nhiên việc sử dụng thuốc trừ sâu trong nhiều lĩnh vực vẫn còn cao.

### Thịt ốc sên nhiễm trùng
Từ tháng 6 đến tháng 8 năm 2006, nhà hàng Shuguo Yanyi tại Bắc Kinh phục vụ món thịt ốc sên Amazon sống. Kết quả qua xét nghiệm, có đến 70 thực khách bị viêm màng não angiostrongylus. Thịt ốc sên bị nhiễm loại giun tròn có tên là Angiostrongylus cantonesis, đây là một loại ký sinh trùng gây hại cho hệ thần kinh con người, gây chứng nhức đầu, ói mửa, cổ cứng và sốt. Tuy nhiên không ai mất mạng qua cơn bùng phát bệnh viêm màng não này. Văn phòng Thành phố Bắc Kinh đặc trách Kiểm tra Y tế đã không tìm ra bất cứ con ốc sên sống nào trong 2000 nhà hàng khác. Tuy nhiên, Văn phòng Y tế Thành phố Bắc Kinh cấm các nhà hàng phục vụ ốc sên sống hoặc ốc sên nửa chín và xử phạt nhà hàng Shuguo Yanyi. Bệnh viện Hữu nghị Bắc kinh, nơi ca viêm màng não đầu tiên được chữa trị, bắt đầu một chương trình giảng dạy cách điều trị bệnh viêm màng não angiostrongylus cho các bác sĩ. Trung tâm Kiểm soát và Ngăn ngừa Dịch bệnh Quãng Châu giải thích rằng các ca viêm màng não này là cơn dịch bùng phát đầu tiên kể từ thập niên 1980.

### Nấm độc
Tháng 12 năm 2006, 16 thực khách đã phải nhập viện sau khi ăn phải một loại nấm thông độc ở nhà hàng vịt nướng Dayali tại Bắc Kinh. Người bị ngộ độc loại nấm này có các triệu chứng buồn nôn, nôn mửa và chóng mặt. Các thực khách bị ngộ độc đã được điều trị tại Bệnh viện Bo'ai và Bệnh viện 307 của Quân đội Giải phóng Nhân dân.
Tháng 11 năm 2006, các quan chức Bộ Y tế Trung Quốc đã cảnh báo về sự gia tăng số ca ngộ độc nấm. "Từ tháng 7 đến tháng 9, 31 người đã thiệt mạng và 183 người bị ngộ độc nấm." Các quan chức lo ngại rằng người dân không thể phân biệt chính xác nấm ăn được và nấm độc.

## Các vụ vệ sinh an toàn thực phẩm năm 2007

### Thuốc giả
Theo John Newton thuộc cơ quan hình cảnh quốc tế Interpol, các nhóm tội phạm có tổ chức người Trung Quốc đang hoạt động khắp nơi bên ngoài bên giới quốc gia Trung Quốc có dự phần vào việc làm thuốc giả với quy mô công nghiệp và hiện nay hiện diện khắp châu Phi. Đài truyền hình trung ương Trung Quốc thuật lời một viên chức nói rằng những kẻ làm giả albumin kiếm được 300% lợi nhuận vì sản phẩm thật khan hiếm.

### Dầu chiên bị cho là có khả năng gây ung thư
Tháng ba năm 2007, Tuần báo Tin tức Quảng Châu cáo buộc hãng Kentucky Fried Chicken (KFC) về việc thêm bột lọc dầu, magnesi trisilicat vào trong dầu chiên mà hãng sử dụng. Tuần báo cho biết các nhà hàng KFC tại một số thành phố ở phía Tây Bắc tỉnh Thiểm Tây đã sử dụng hóa chất này để dầu chiên có thể sử dụng được nhiều lần lên đến mười ngày. KFC khẳng định những chất phụ gia được Hoa Kỳ và các tiêu chuẩn quốc tế đánh giá là an toàn. Nhưng các cơ quan sức khỏe ở Hàm Dương, Ngọc Lâm, Tây An và tất cả các thành phố ở tỉnh Thiểm Tây đã tiến hành kiểm tra chuỗi nhà hàng KFC tại địa phương và tịch thu bột chiên. Các cơ quan thành phố Quảng Châu cũng đã bắt đầu điều tra các loại dầu chiên, và các thành phố kêu gọi Bộ Y tế vào cuộc. KFC cho biết bột lọc dầu không gây ra vấn đề sức khỏe và đáp ứng các tiêu chuẩn địa phương và quốc tế, nhưng chính quyền địa phương Trung Quốc tuyên bố rằng tái sử dụng bột làm giảm đi giá trị dinh dưỡng của nó và có khả năng gây ra ung thư. Magnesi trisilicat thường được sử dụng trong các loại thuốc như thuốc kháng a-xít và được công nhận rộng rãi là an toàn cho con người sử dụng và không có liên quan đến việc gây ra ung thư.

### Gluten lúa mì và protein gạo nhiễm độc trong sản phẩm xuất khẩu
Tháng 5 năm 2007, Tổng cơ quan Giám sát Chất lượng, Thanh tra và Kiểm dịch (AQSIQ) đã xác nhận rằng có hai công ty quốc nội đã xuất cảng protein gạo và gluten lúa mì có nhiễm melamine. Các sản phẩm bị qui trách nhiệm là đã làm cho chó và mèo chết tại Hoa Kỳ. Tháng 8 năm 2007, AQSIQ giới thiệu các hệ thống thu hồi đối với các sản phẩm thực phẩm và đồ chơi trẻ em không an toàn. Ngày 3 tháng 12 năm 2007, Trung Quốc ra lệnh cho 69 nhóm sản phẩm phải được mã vạch hóa tại nhà máy để cải thiện an toàn sản phẩm nhằm đối phó với các vụ bê bối vừa xảy ra. Trong số các vụ bê bối này gồm có: "gà vịt được cho ăn phẩm nhuộm Sudan đỏ có tác nhân gây ung thư để làm cho lòng đỏ trứng được đỏ hơn, thức ăn cho vật nuôi như chó mèo có protein lúa mì nhiễm melamine làm chết hàng tá chó mèo tại Hoa Kỳ.".

### Nước cống rãnh được sử dụng trong sản xuất đậu phụ
Gần 100 nhà sản xuất "đậu phụ thối" tại tỉnh Quảng Đông bị phát hiện kết hợp sử dụng nước cống rãnh, cặn bã, và sulfate sắt (II) để đẩy nhanh tốc độ sản xuất cũng như cải thiện bề mặt sản phẩm đậu phụ lên men của mình.

### Bánh bao các tông
Tháng 7 năm 2007, chương trình tường thuật trên kênh BTV-7 của đài truyền hình Bắc Kinh về vụ lừa đảo bánh bao các tông đã vén màn một câu chuyện bí mật. Chương trình tiết lộ rằng những người bán bánh bao đường phố đã trộn thêm giấy các tông vào bánh bao (tiếng Trung Quốc: 包子, bính âm: bāozi) của họ. Cảnh trong phần tường thuật quay từ máy bay cho thấy những người bán bánh bao địa phương đang bán bánh bao nhân thịt chứa hỗn hợp 60% giấy các tông ngâm sô đa xút ăn da với 40 phần trăm mỡ lợn. Sau khi một số sản phẩm Trung Quốc bị thu hồi, chương trình tường thuật đã gây phẫn nộ trên diện rộng.
Ngày 18 tháng 7 năm 2007, các quan chức hành luật của Trung Quốc cho biết họ đã giam giữ Tư Bắc Giai (訾 北 佳), một phóng viên địa phương, vì bị cáo buộc đưa tin giả mạo. Tư có bí danh là Hồ Nguyệt (胡 月), được cho là đã thuê bốn lao động nhập cư làm bánh bao các tông trong khi Tư tiến hành quay phim lại. Đài BTV-7 đã chính thức "xin lỗi sâu sắc" về màn lừa dối và những "tác động xấu đến xã hội" của chương trình. Cơ quan y tế của Bắc Kinh cho biết không tìm thấy chứng cứ của các tông ở bánh bao địa phương. Hơn nữa, Municipal Food Safety Office Bắc Kinh phát hiện rằng ngay cả nếu bánh bao chỉ được trộn với một hỗn hợp 5% các tông thì "các chất xơ có thể dễ dàng nhìn thấy, và thịt bánh làm bằng cách này khó có thể nhai dễ dàng." Một số người dân Trung Quốc và ở nước ngoài vẫn tiếp tục tin rằng vụ bê bối không phải là một trò lừa bịp, và tin rằng tuyên bố của chính phủ Trung Quốc tuyên bố chỉ để làm dịu nỗi lo sợ hoang mang đang dấy lên trong quần chúng vào lúc đó.
Ngày 12 tháng 8 năm 2007, Tư đã bị kết án một năm tù giam và phạt tiền 132 USD.

## Các vụ vệ sinh an toàn thực phẩm năm 2008

### Sủi cảo nhiễm độc
Tháng 1 năm 2008, một số người Nhật tại tỉnh Hyōgo và Chiba ngã bệnh sau khi ăn sủi cảo làm tại Trung Quốc có nhiễm thuốc trừ sâu methamidophos. Sản phẩm sủi cảo này được làm tại nhà máy thực phẩm Tianyang tại tỉnh Hà Bắc. 
Thông tấn xã Kyodo News tường trình rằng khoảng 500 người cảm thấy đau đớn khó chịu. Ngày 5 tháng 2, cảnh sát hai tỉnh Hyōgo và Chiba thông báo rằng họ xem các ca ngộ độc này như hành động cố ý mưu sát. Cả hai sở cảnh sát thiết lập một đội chuyên án điều tra chung. Khi cảnh sát Nhật Bản và các nhà chức trách của các tỉnh khác kiểm tra sủi cảo bị thu hồi thì họ tìm thấy các loại thuốc trừ sâu không những methamidophos mà còn có Dichlorvos và Parathion. Cơ quan cảnh sát quốc gia Nhật Bản tìm thấy các chất độc hại này trong các gói hàng đã được đóng gói kín hoàn toàn. Họ kết luận rằng gần như không thể nào đưa các chất độc này từ bên ngoài vào trong các gói hàng. Họ đã cung cấp kết quả thử nghiệm cho Bộ Công an Cộng hòa Nhân dân Trung Hoa (MPS).
Các cuộc điều tra chung do chính phủ Nhật Bản và Trung Quốc tiến hành đã miễn trách nhiệm đối với công ty sản xuất sủi cảo Trung Quốc sau khi không tìm thấy bất cứ chất độc hại nào trong nguyên liệu được dùng hay bên trong nhà máy.
Tới thời điểm này thì các giới chức xem vụ này là một vụ đầu độc có tính toán, và một cuộc điều tra được tiến hành.
Ngày 28 tháng 2 năm 2008, văn phòng điều tra tội phạm thuộc Bộ Công an Trung Quốc thông báo rằng ít có khả năng là chất methamidophos đã bị đưa vào sủi cảo tại Trung Quốc. Họ cho biết cảnh sát Nhật Bản đã khước từ yêu cầu của Bộ Công an Trung Quốc đến kiểm tra hiện trường, từ chối đưa ra các bằng chứng vật liệu có liên quan và các báo cáo thử nghiệm, như thế Bộ Công an Trung Quốc đã không nhận được thông tin về bằng chứng hoàn toàn. Cùng ngày, Hiroto Yoshimura, tổng thanh tra Cơ quan Cảnh sát Quốc gia Nhật Bản tranh cãi chống các giới chức Trung Quốc, ông cho rằng phía Nhật Bản đã giao hết các kết quả thử nghiệm và bằng chứng ảnh cho phía Trung Quốc. Ông tuyên bố một phần những khẳng định cáo buộc của Trung Quốc "không thể bị xem nhẹ". Phía Nhật Bản yêu cầu các giới chức Trung Quốc đưa ra bằng chứng.
Ngày 5 tháng 8 năm 2008, giới truyền thông Nhật Bản tiết lộ rằng một số người Trung Quốc ăn sủi cảo bị thu hồi do công ty Tianyang Food sản xuất cũng bị ngã bệnh sau vụ nhiễm độc tại Nhật Bản vào giữa tháng 6 năm 2008; một lần nữa nguyên nhân gây ra là do nhiễm độc chất methamidophos. Chính phủ Trung Quốc cảnh báo cho chính phủ Nhật Bản về sự thật này ngay trước Hội nghị G8 lần thứ 34 vào tháng 7 năm 2008. Báo Yomiuri Shimbun tường trình rằng vụ ngộ độc này làm gia tăng nghi ngờ đối với thực phẩm được làm tại Trung Quốc.

### Bột gừng nhiễm độc
Trong tháng 7 năm 2008, có thông báo rằng các chuỗi siêu thị Whole Foods tại Hoa Kỳ đã được phép bán bột gừng bột sản xuất tại Trung Quốc với nhãn dán là thực phẩm hữu cơ, nhưng khi kết quả thử nghiệm đã phát hiện có chứa thuốc trừ sâu Aldicarb bị cấm. Loại gừng này đã được Cơ quan Bảo hiểm Chất lượng Quốc tế Hoa Kỳ (Quality Assurance International) chứng nhận hữu cơ một cách nhầm lẫn dựa trên hai cấp chứng nhận của Trung Quốc bởi vì, theo luật pháp Trung Quốc, người nước ngoài không được quyền kiểm tra các nông trại Trung Quốc.

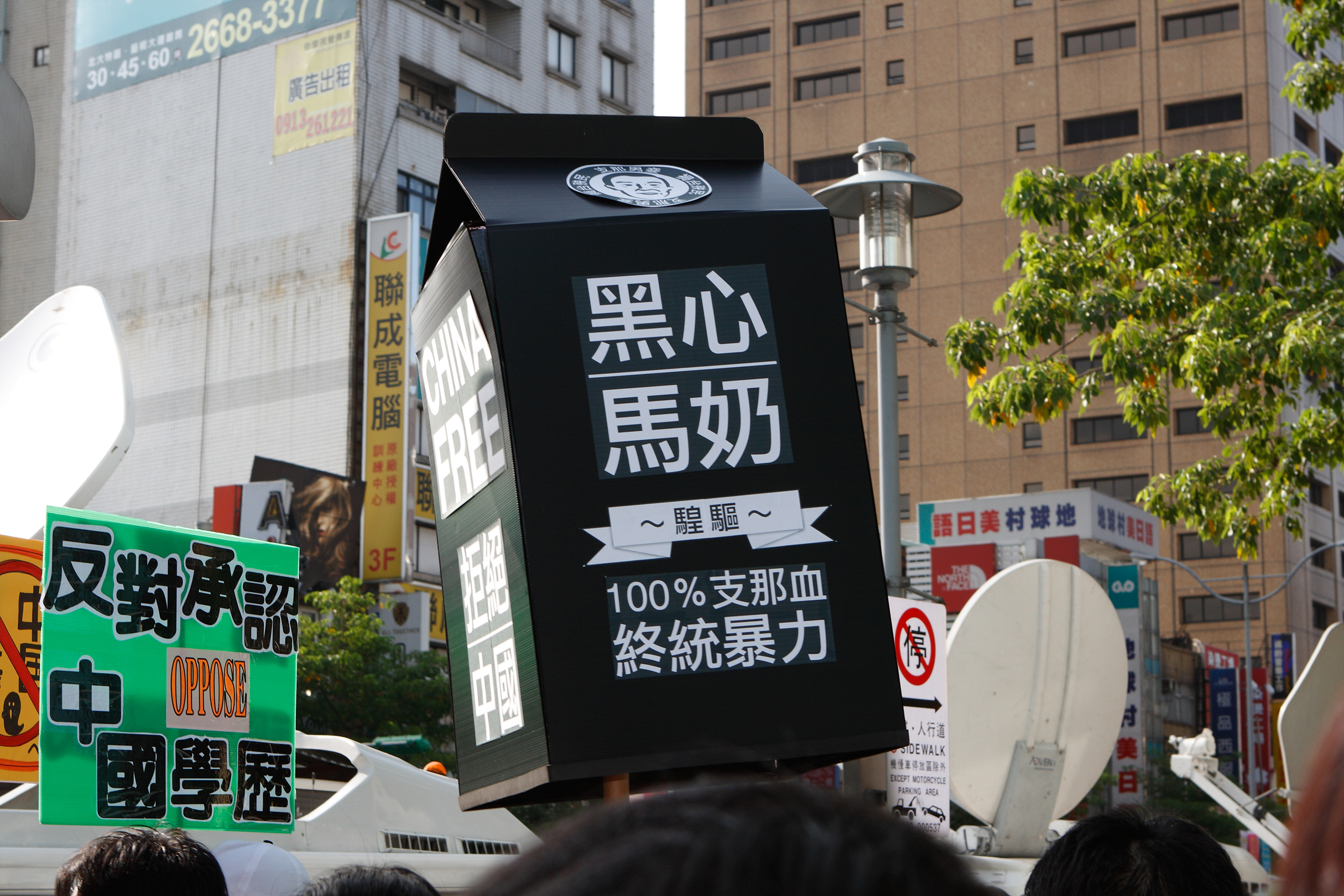
Gần nửa triệu người tham gia biểu tình chống sữa Trung Quốc ngày 25 tháng 10 năm 2008 tại Đài Loan.

### Sữa trẻ em độc hại
Trong tháng 9 năm 2008 xảy ra phát sinh vấn đền về bệnh thận do sữa bột trẻ em nhiễm melamine gây ra. Sáu trẻ em bị chết và 294.000 trẻ bị bệnh do công thức sữa giả, trong đó 51.900 trẻ trong tình trạng phải nhập viện. Nhà cung cấp sữa là Tập đoàn Tam Lộc, một thương hiệu và là nhà phân phối chính của ngành công nghiệp Trung Quốc. Các nguồn tin cho rằng công ty này đã biết vấn đề về sữa của họ từ hàng tháng trước, nhưng phía công ty tuyên bố các chất độc hại là từ phía các nhà cung cấp sữa.

## Các vụ vệ sinh an toàn thực phẩm năm 2009

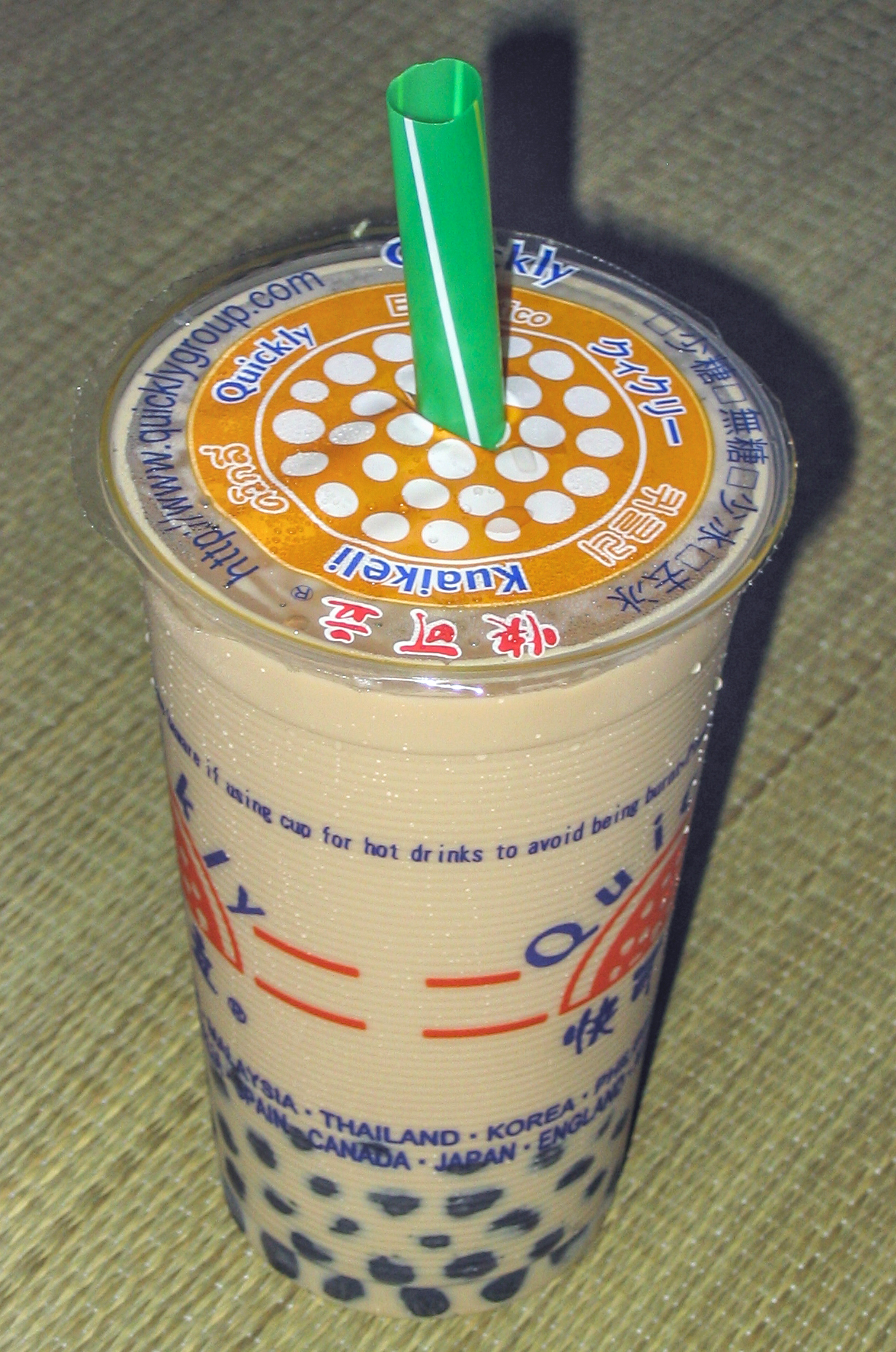
Trà sữa trân châu

### Hạt trân châu bột sắn và nhựa
Trà sữa trân châu hiện diện khắp nơi không chỉ ở Trung Quốc mà còn ở nhiều nước như Thái Lan, Nhật Bản, Hàn Quốc, Việt Nam... Thành phần chính của hạt trân châu là bột sắn. Nhưng nếu chỉ là bột sắn đơn thuần thì không đủ độ dai, cho nên người ta trộn thêm lòng trắng trứng và bột mì. Nhưng cách nhanh gọn nhất vẫn là cho thêm vật liệu polyme - một chất cơ thể con người không thể hấp thụ và gây hại cho sức khỏe.
Bột sữa pha trà trên thực tế có những thành phần như: bột sữa, chất dẻo cao phân tử, natri sunphat ngậm nước (Na2SO4.10H2O) và một vài độc tố hóa học sử dụng trong công nghiệp như Clo, ngoài ra có thể có thêm đường hóa học và được bán với giá rẻ cùng với các gói trân châu ở các khu chợ.

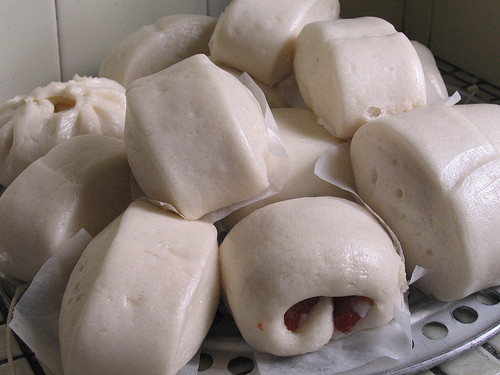
Màn thầu trắng truyền thống Trung Hoa.

### Thuốc trừ sâu trong màn thầu
Nhằm cải thiện tính mềm xốp của màn thầu (饅頭, mántóu - bánh bao ngọt không nhân), người làm bánh đã cho thêm thuốc trừ sâu Dichlorvos vào. Ngoài ra, lưu huỳnh cũng được sử dụng để cải thiện bề ngoài bằng cách làm bánh trắng ra.

### Thịt vịt nước tiểu dê
Các nhà kinh doanh tại Thanh Đảo bị phát hiện đã ướp thịt vịt với nước tiểu dê hoặc cừu để cho thịt vịt có mùi và hương vị của thịt cừu. Thịt vịt loại này sau đó được bán như thịt cừu cho khách hàng.

### Dồi lợn fomanđehit
Thanh tra Vũ Hán phát hiện ra rằng hầu hết dồi lợn tại thị trường Trung Quốc chứa ít thành phần máu thật mà được chế biến bằng cách thêm vào formalđehit, tinh bột ngô, muối công nghiệp và màu thực phẩm nhân tạo.

### Trứng gà giả
Ở Trung Quốc hiện có nhiều trang web công khai cách làm trứng gà giả, chi phí thấp và công nghệ đơn giản từ muối alginate, calci oxit, màu thực phẩm và các phụ gia khác. Trứng gà giả đã xuất hiện ở Trung Quốc từ năm 2005, đến tháng 3 năm 2009, công thức của loại thực phẩm này khi được tiết lộ đã làm rúng động dư luận. Mỗi ngày, một người thuần thục nghề có thể tự làm từ 3.000 đến 4.000 quả trứng. Trứng được phân phát qua các đầu mối hợp tác với các trang trại nuôi gà địa phương. Một số đặc điểm của trứng giả là bề ngoài như trứng thật nhưng không có mùi tanh, khó vỡ và rán lên xốp như nylon, khi nấu chín lòng trắng và lòng đỏ trứng trở nên cứng và dai như cao su, thậm chí có thể tung hứng như trái bóng bàn và đã xuất hiện ở một số nước lân cận như Việt Nam.

## Các vụ vệ sinh an toàn thực phẩm năm 2010

### Mì gạo có chất gây ung thư
Mì gạo được làm bằng gạo hỏng, có chứa nhiều chất phụ gia gây ung thư và được bán rộng rãi ở miền Nam Trung Quốc. Theo điều tra của Nhật báo Thanh niên Bắc Kinh, có 50 nhà máy ở thành phố Đông Hoản ở Quảng Đông, gần Hồng Kông, mỗi ngày sản xuất khoảng nửa tấn mì gạo bằng gạo mốc, hỏng.

## Các vụ vệ sinh an toàn thực phẩm năm 2011
Cơ quan Kiểm tra An toàn Thực phẩm Trung Quốc cho biết, trong chiến dịch an toàn thực phẩm kéo dài 5 tháng, Chính phủ Trung Quốc đã bắt giữ hơn 2.000 can phạm, tịch thu nhiều tấn thực phẩm hư thối và đóng cửa hơn 5.000 công ty. Một số trường hợp bị bỏ tù và nặng nhất là bị tử hình. Cuộc thanh tra đã được tiến hành đối với gần 6 triệu cơ sở sản xuất thực phẩm và chất phụ gia trong nước.

### Clenbuterol trong thức ăn gia súc
Clenbuterol còn gọi là "bột thịt nạc" đã bị cấm sử dụng từ những năm 1990. Tuy nhiên vì lợi nhuận, nhiều người vẫn trộn chất này vào trong thức ăn gia súc, chủ yếu là cho lợn, để giúp tạo thịt nạc hơn và giảm lượng mỡ, giúp thịt có vẻ ngoài tươi hơn trong thời gian dài. Chất này tập trung nhiều ở các cơ quan nội tạng như gan, thận, phổi động vật. Trong y khoa, đây là một hoá chất tổng hợp có tác dụng giãn phế quản, kích thích thần kinh giao cảm, làm thuốc điều trị hen suyễn, bệnh phổi tắc nghẽn mãn tính. Ngoài ra còn tính năng kích thích đốt mỡ và tạo cơ nên còn được sử dụng để giảm cân. Nhưng việc dùng quá liều có thể gây tổn hại cho hệ thần kinh, hệ tuần hoàn. Các chuyên gia cho biết việc tiêu thụ thịt nhiễm clenbuterol có thể gây các triệu chứng chóng mặt, nhức đầu, run tay, tim đập nhanh và lo âu, đặc biệt nguy hiểm đối với những người có bệnh tim mạch, có thể dẫn đến loạn nhịp tim, co giật, thậm chí tử vong.
Ngày 23 tháng 4 năm 2011, 286 dân làng phải nhập viện do nôn ói sau khi dự một đám cưới ở tỉnh Hồ Nam, trong đó 91 người được chẩn đoán ngộ độc thực phẩm do ăn phải clenbuterol. Một số bệnh nhân lâm vào tình trạng bi kịch. Giám đốc cơ quan kiểm tra thực phẩm thuộc Trung tâm kiểm soát bệnh dịch Trung Quốc cho biết, nếu bị ngộ độc có khả năng các bệnh nhân đã ăn phải một lượng khá lớn.
Beijing News ngày 16 tháng 8 đưa tin, dù là chất phụ gia dù bị cấm nhưng clenbuterol được trộn rất phổ biến vào thức ăn cho cừu ở 2 huyện thuộc tỉnh Hà Bắc trong nhiều năm và được bán nhiều ở thị trường Hà Nam, Giang Tô và Thượng Hải với giá thành lợi hơn. Các nhà quan sát cho hay ít nhất ở vùng nông thôn nước này, hóa chất clenbuterol vẫn được dùng tràn lan.
Pan Chenjun, chuyên gia phân tích cao cấp về kinh doanh thực phẩm tại Trung Quốc thừa nhận đây thực sự là một vấn đề lớn tại quốc gia này.
Đầu năm năm 2011, hãng tin AP cho biết tình trạng lạm dụng thuốc trong thức ăn gia súc để tăng hiệu quả kinh tế ở Trung Quốc đã đến mức báo động, sử dụng trong cả thịt rắn và thịt bò.
Wen Peng, biên tập viên The Pig Site, trang tin tổng hợp về ngành công nghiệp thịt lợn toàn cầu, cho biết rằng việc ngăn chặn tình trạng sử dụng clenbuterol rất khó khăn vì cho dù Trung Quốc có các quy định nghiêm khắc chống việc sử dụng loại chất này, nhưng việc thực thi lại rất lỏng lẻo và người vi phạm thường chỉ phải nộp phạt.
Trước đó, vào tháng 8 năm 2009, Wang Yunlong, lãnh đạo Ủy ban về Các vấn đề Nông nghiệp và Nông thôn đã gửi một báo cáo gửi tới Quốc hội Trung Quốc nói rằng nỗ lực ngăn chặn việc sử dụng "bột thịt nạc" đã không đạt hiệu quả ở nhiều khu vực đồng thời kêu gọi việc thực hiện "một nỗ lực tập trung trên toàn quốc nhằm kiểm soát tình hình".
Một số trang trại cam kết nuôi trồng thực phẩm sạch đã bắt đầu xuất hiện nhưng giá thịt lợn ở đây có giá gấp 3 lần giá thịt bán ở các siêu thị.

### Bánh bao tái chế bằng hóa chất
Bánh bao đã hết hạn sử dụng sẽ được thu hồi, đưa về một cơ sở sản xuất trải qua quá trình nhồi ngâm và thêm nhiều chất phụ gia để bánh được như mới sau khi ra lò. Được biết, mỗi ngày có hơn 30.000 chiếc bánh bao tái chế được đưa vào các siêu thị của Trung Quốc. Loại bánh bao này cũng được
phân phối vào các trường học tại Ôn Châu, Triết Giang. Theo lời khai của 3 tội phạm sản xuất bị bắt giữ thì họ đã tiêu thụ khoảng 200.000 chiếc bánh bao "màu" ra thị trường trong đó có khoảng 11.000 cho trường học trong toàn thành phố Ôn Châu. Một số xưởng sản xuất tại đây theo điều tra không có giấy phép kinh doanh và giấy chứng nhận an toàn thực phẩm của Bộ Y tế.
Trong một đợt kiểm tra thực phẩm, các nhà chức trách thành phố Thượng Hải, Trung Quốc đã thu giữ hơn 6.000 bánh bao bị nghi ngờ nhuộm hóa chất. Sau khi Đài Truyền hình Trung ương Trung Quốc phát sóng một phóng sự điều tra về việc sử dụng hóa chất nhuộm và làm mới bánh bao, Thị trưởng thành phố Thượng Hải tuyên bố sẽ mở rộng điều tra vụ việc này. Các loại hóa chất nghi ngờ sử dụng gồm đường hóa học độc hại natri cyclamate và chất bảo quản kali sorbate.

### Giá đỗ nhiễm độc
Tháng 4 năm 2011, cảnh sát thành phố Thẩm Dương tiến hành thu giữ 40 tấn giá đỗ nhiễm độc. Loại giá này được xử lý với nhiều chất phụ gia nguy hiểm bị cấm sử dụng. Viện nghiên cứu an toàn thực phẩm thành phố Thẩm Dương sau khi nghiên cứu cho biết: những chất phụ gia có chứa natri nitrit - chất mà khi phản ứng với axit trong dạ dày sẽ trở thành một trong những tác nhân gây ung thư, ngoài ra còn có urê cũng như thuốc kháng sinh và kích thích tố thực vật. Các hóa chất được dùng để giá lớn nhanh hơn và trông bóng hơn, rút ngắn thời gian nảy mầm và tạo ra được những cây giá cao và mập mạp.

### Giấm nhiễm độc
Reuters dẫn nguồn tin của Tân Hoa xã ngày 22 tháng 8 cho biết, giấm được lưu trữ trong các thùng nhựa từng đựng chất chống đông - một loại hóa chất độc hại đối với con người, được cho là thủ phạm cướp đi sinh mạng của 11 người và làm 120 người khác bị bệnh tại vùng Tân Cương. Trong các nạn nhân có nhiều trẻ em.

## Các vụ vệ sinh an toàn thực phẩm năm 2012

### Táo độc
Trung Quốc xảy ra vụ bê bối về công nghệ sản xuất táo độc hại được phanh phui, Những quả táo đỏ, thơm ngon nổi tiếng ở Yên Đài, Sơn Đông được bọc trong túi chứa chất bột độc hại ngay từ trên cây những quả táo trông đẹp mắt, thơm ngon lại gây hại cho sức khỏe của người tiêu dùng, bởi chúng được bọc trong những túi không được kiểm dịch, chứa một loại bột độc hại, các túi đó chứa thiram (một loại diệt nấm nguy hiểm, bị cấm) và melarsoprol (hợp chất thạch tín hữu cơ độc hại) đặc biệt những lại táo này sẽ trở nên cực kỳ độc hại khi ăn cả vỏ do công nghệ bọc táo từ khi còn non ở trên cây đến khi thu hoạch ở Trung Quốc. Tuy rằng, công nghệ bọc kín quả khi quả còn non ở trên cây để tránh sâu bệnh (bằng màng phủ trên bề mặt, bằng các loại chất dẻo) là một trong những công nghệ bảo quản hoa quả tiên tiến hiện nay. Tuy nhiên, công nghệ bảo quản này sẽ không gây độc hại cho người nếu được nghiên cứu và kiểm duyệt quy trình chặt chẽ. Có những thuốc bảo vệ thực vật được các cơ quan chức năng cho phép, khi sử dụng đúng liều lượng và không ngấm sâu vào quả mà chỉ bảo vệ bề ngoài, trước khi ăn ngâm rửa và gọt vỏ thì sẽ không độc

### Trái cây khô nhiễm độc
Năm 2012, cơ quan chức năng của Trung Quốc phát hiện hàng loạt cơ sở sản xuất trái cây sấy khô và xí muội sử dụng các loại chất phụ gia, hóa chất có thể gây ung thư. Sau khi trung tâm kiểm nghiệm phân tích Hóa Lý, thành phố Bắc Kinh đưa ra một số kết quả, đài truyền hình trung ương Trung Quốc CCTV đã nêu đích danh ba công ty thực phẩm uy tín tại thành phố Hàng Châu là Siêu Đạt, Linh Hâm, Bách Di chứa một lượng lớn các chất phụ gia cao gấp ba lần quy định của các cơ quan chức năng, bao gồm các chất tạo ngọt, tạo màu, tẩy trắng và chất bảo quản. Trong đó, một số chất có thể chuyển hoá thành chất cực độc có thể gây ung thư, thoái hóa não, gan, phổi và gây hại cho cơ thể con người khi vượt quá liều lượng cho phép. Các sản phẩm trên có mặt ở nhiều nơi tại các cửa hàng bách hoá lớn tại Trung Quốc.

### Thịt bẩn
Trung Quốc từng có hơn 50 tấn thịt cừu giả chứa chất phụ gia gây ung thư đã bị phát hiện tại một nhà máy ở đông bắc Trung Quốc, làm dấy lên mối lo ngại về chất lượng an toàn thực phẩm. Toàn bộ số sản phẩm trên được tái chế từ thịt vịt ôi, mỡ cừu cùng nhiều chất phụ gia khác. Trong các sản phẩm nhiễm độc là 8,69g trên 1 kg, vượt xa tiêu chuẩn quốc gia về thịt tươi và thịt đông lạnh. Thực tế, chỉ cần 3g sodium nitrite là đủ để khiến một người trưởng thành thiệt mạng. Bên cạnh việc bê bối thực phẩm tại Trung Quốc, kinh tế Trung Quốc còn tuồn, đẩy sang nước láng giềng Việt Nam, có đến 70% thịt bẩn tuồn vào Việt Nam là do các đầu nậu nhập lậu qua địa bàn tỉnh Lạng Sơn
Nhiều mặt hàng thực phẩm đã chế biến hoặc còn tươi sống từ Trung Quốc như xúc xích, chả cá, nội tạng heo (nầm lợn), cá tầm, gà cay, khô hổ, bim bim… đang nhập lậu qua biên giới Lào Cai để tuồn vào nội địa Việt Nam tiêu thụ, dân buôn lậu người Việt Nam tiếp tay thực hiện rất tinh vi bằng cách cho vào rọ thả xuống sông rồi dùng thuyền kéo qua biên giới. hàng nhập khẩu bị tráo đổi, làm mất an toàn hoặc bị bơm thêm thuốc bảo quản. Trong năm 2012, lực lượng chức năng ở Việt Nam đã tiêu hủy hơn 16.000 tấn thủy sản, thịt đông lạnh nhập lậu....

## Các vụ vệ sinh an toàn thực phẩm năm 2017

### Rượu giả
Vào tháng 11 năm 2017, 13 người đã bị ngộ độc do uống phải methanol được đóng gói và dán nhãn là rượu. Sự việc xảy ra tại quán bar Muse ở Thâm Quyến, dẫn đến việc quán này bị đóng cửa và bốn người bị bắt giữ vì liên quan đến việc buôn bán rượu giả độc hại.

### Dầu ăn từ xác lợn thối
Vào tháng 7 năm 2017, các nhà báo đã phát hiện một nhà máy lọc dầu đang sản xuất dầu ăn từ xác lợn thối rữa. Nhà máy này gây ra mùi hôi thối nghiêm trọng, đến mức người dân sống gần đó không thể mở cửa sổ vào ban đêm.

## Các vụ vệ sinh an toàn thực phẩm năm 2019

### Thức ăn thối rữa ở trường học
Tại Thành Đô, Trung Quốc, phụ huynh của học sinh tại một số trường học danh tiếng đã phát hiện ra thực phẩm thối rữa trong căng tin nhà trường. Sự việc xảy ra khi một nhóm phụ huynh được mời tham dự lễ trồng cây tại trường. Trong quá trình tham quan căng tin, họ phát hiện bánh mì mốc, thịt thối và hải sản không đảm bảo vệ sinh an toàn thực phẩm.
Trước tình trạng này, phụ huynh đã bày tỏ sự phẫn nộ trên mạng xã hội. Tuy nhiên, cảnh sát Thành Đô đã cảnh báo rằng những phụ huynh này có thể bị bắt giữ với cáo buộc "gây rối trật tự công cộng". Sau sự việc, nhà trường đã đưa ra lời xin lỗi và cam kết thay đổi nhà cung cấp thực phẩm.
Trong vụ việc, 36 học sinh đã được đưa đến bệnh viện để kiểm tra sức khỏe, nhưng tất cả đều được xác nhận an toàn và xuất viện ngay sau đó.

## Các vụ vệ sinh an toàn thực phẩm năm 2020

### Mì ngô lên men
Tại địa cấp thị Kê Tây tỉnh Hắc Long Giang, Trung Quốc, một vụ ngộ độc thực phẩm nghiêm trọng đã xảy ra khi chín người tử vong sau khi ăn mì ngô lên men. Ngày 5 tháng 10 năm 2020, mười hai thành viên trong một gia đình đã ăn món mì ngô – một món ăn phổ biến trong vùng. Tuy nhiên, ba người đã từ chối ăn vì nhận thấy món ăn có hương vị lạ. Chỉ vài giờ sau bữa ăn, những người đã ăn món này bắt đầu xuất hiện triệu chứng ngộ độc và sau đó tử vong.
Nguyên nhân tử vong được xác định là do nhiễm độc axit bongkrek, một loại độc tố có trong thực phẩm lên men bị nhiễm khuẩn. Theo các chuyên gia, tỷ lệ tử vong do ngộ độc axit bongkrek dao động từ 40% đến 100%. Các triệu chứng bao gồm đổ mồ hôi, đau bụng, hôn mê và tử vong. Cuộc điều tra cho thấy món mì ngô lên men này đã được bảo quản trong tủ đông hơn một năm. Trước sự việc này, Ủy ban Y tế Quốc gia Trung Quốc đã khuyến cáo người dân không sử dụng nguyên liệu lên men từ bột mì hoặc gạo để chế biến thực phẩm nhằm ngăn chặn các trường hợp ngộ độc tương tự trong tương lai.

### Hoa hồi
Vào tháng 9 năm 2020, tại khu vực sản xuất đại hồi lớn nhất ở Nam Ninh, Khu tự trị dân tộc Tráng Quảng Tây, Trung Quốc, việc sử dụng phương pháp xông hơi lưu huỳnh để bảo quản đại hồi đã được mô tả là "bí mật công khai". Kết quả kiểm tra cho thấy hàm lượng lưu huỳnh dioxide trong một số lô đại hồi trên thị trường vượt mức cho phép theo tiêu chuẩn quốc gia lên đến 16 lần.

## Các vụ vệ sinh an toàn thực phẩm năm 2022

### Thịt lợn giả được bán như thịt bò ướp muối
Vào tháng 3 năm 2022, tại thành phố Hoài An, tỉnh Giang Tô, Trung Quốc, một cặp vợ chồng đã sử dụng thịt lợn làm nguyên liệu, ngâm trong natri nitrit, nhuộm màu bằng erythrosine và chế biến thành sản phẩm thịt hun khói bán thành phẩm. Sau đó, họ bán sản phẩm này dưới danh nghĩa thịt bò, thu lợi bất chính hơn 800.000 nhân dân tệ. Kết quả kiểm tra cho thấy hàm lượng nitrit trong sản phẩm thịt lợn mà họ bán cao gấp 7 lần mức cho phép theo tiêu chuẩn quốc gia.

### Bắp cải muối
Vào tháng 3 năm 2022, trong chương trình Gala Xuân của Đài Truyền hình Trung ương Trung Quốc (CCTV), Công ty Công nghiệp Rau Hunan Chaqi đã bị vạch trần vì cung cấp bắp cải muối không đảm bảo chất lượng cho Kangshifu, một thương hiệu mì ăn liền nổi tiếng, cùng với các thương hiệu thực phẩm lớn khác.
Theo điều tra, thay vì được lên men theo phương pháp truyền thống trong lọ thủy tinh tại các cơ sở hiện đại như quảng cáo, bắp cải muối được sản xuất thông qua quy trình lên men nhanh trong bảy ngày, bằng cách chôn trong các hố đất gần các trang trại trồng bắp cải. Công nhân tại đây bị phát hiện sử dụng chân trần giẫm lên bắp cải và thậm chí vứt đầu lọc thuốc lá vào các hố lên men.
Báo cáo cũng cho thấy lượng vi khuẩn trong bắp cải muối vượt quá tiêu chuẩn cho phép, cùng với đó là hàm lượng chất bảo quản cao bất thường. Tuy nhiên, các biện pháp này vẫn không ngăn được sản phẩm bị hỏng và chuyển sang màu đen chỉ sau hai tháng.
Trước vụ việc, Kangshifu đã tự nguyện thu hồi các sản phẩm mì ăn liền liên quan khỏi thị trường. Trong khi đó, KFC và các công ty khác từng được liệt kê trên trang web của nhà cung cấp đã phủ nhận mọi liên quan đến vụ việc.

## Các vụ vệ sinh an toàn thực phẩm năm 2023

### Đầu chuột trong bữa ăn ở trường
Một sự cố đáng chú ý đã xảy ra tại một trường học ở Nam Xương, Trung Quốc, khi một chiếc đầu chuột gần như nguyên vẹn và dễ nhận biết được phát hiện trong một bữa ăn. Ban đầu, chính quyền địa phương đã tuyên bố rằng vật thể này là một phần cổ vịt. Tuy nhiên, sau khi bằng chứng video về vụ việc lan truyền nhanh chóng trên mạng xã hội, họ đã rút lại tuyên bố trên. Sự việc đã gây ra làn sóng tranh cãi và thu hút sự chú ý rộng rãi từ dư luận.

## Các vụ vệ sinh an toàn thực phẩm năm 2024

### Dầu ăn được vận chuyển trong bồn chứa hóa chất
Hai công ty Trung Quốc đã sử dụng xe chở nhiên liệu để vận chuyển dầu ăn mà không có bất kỳ quy trình vệ sinh nào giữa các lần chở hàng.